# Monstera costaricensis
Monstera costaricensis là một loài thực vật có hoa trong họ Ráy (Araceae). Loài này được (Engl. & K.Krause) Croat & Grayum mô tả khoa học đầu tiên năm 1987.